# Arriu d'Antòni
L'Arriu d'Antòni (en aranès) o el Riu d'Antoni (en català) és un riu de la comarca de la Vall d'Aran, que neix a la Sèrra Longa i desemboca a la Garona, a l'altura del poble de Lés.

## Afluents
- Arriu de Pena-roja: 42° 49′ 2.943″ N, 0° 41′ 13.55″ E / 42.81748417°N,0.6870972°E